# Parti du renouveau social (Angola)
Pour l’article homonyme, voir Parti du renouveau social.
Le Parti du renouveau social (en portugais : Partido de Renovação Social abrégé PRS) est un parti politique angolais fondé le 18 novembre 1990. Le parti se définit de centre gauche et d'idéologie fédéraliste et progressiste.

## Résultat électoraux

### Élections législatives
| Élection | Votes   | %    | Sièges  | +/–           | Position | Gouvernement |
| -------- | ------- | ---- | ------- | ------------- | -------- | ------------ |
| 1992     | 89 875  | 2,27 | 6 / 220 | Nv            | 5e       | Opposition   |
| 2008     | 204 746 | 3,17 | 8 / 220 | 2             | 3e       | Opposition   |
| 2012     | 98 233  | 1,70 | 3 / 220 | 5             | 4e       | Opposition   |
| 2017     | 89 763  | 1,33 | 2 / 220 | 1             | 4e       | Opposition   |
| 2022     | 70 398  | 1,13 | 2 / 220 | en stagnation | 3e       | Opposition   |